# لینتس
لینتس (به آلمانی: Linz) سومین شهر از نظر جمعیت در کشور اتریش است.

## جغرافیا
این شهر با جمعیت ۲۰۰٬۰۰۰ در شمال شرقی اتریش واقع بر کرانه رود دانوب قرار دارد.
این شهر مرکز ایالت اتریش شمالی (Oberösterreich) است.

## تاریخچه
لینتس را رومی‌ها بنیاد کردند و آن را لنتیا می‌نامیدند.
آدولف هیتلر در شهر لینتس به دبیرستانی به نام دبیرستان فادینگر (Fadingergymnasium) می‌رفت.
در جریان جنگ جهانی دوم، نیروهای ارتش سرخ شوروی روز ۱۳ آوریل سال ۱۹۴۵ به این شهر رسیدند. نیروهای آلمانی بدون مبارزه شهر را تخلیه کردند.
شهر لینتس در سال ۲۰۰۹ پایتخت فرهنگی اروپا بود.
طرح تبدیل این شهر به یک مرکز فرهنگی، طرحی تازه نیست بلکه آدولف هیتلر، پیشوای آلمان، در نظر داشت تا شهر لینتس یکی از پنج «شهر پیشوا در رایش سوم» باشد.

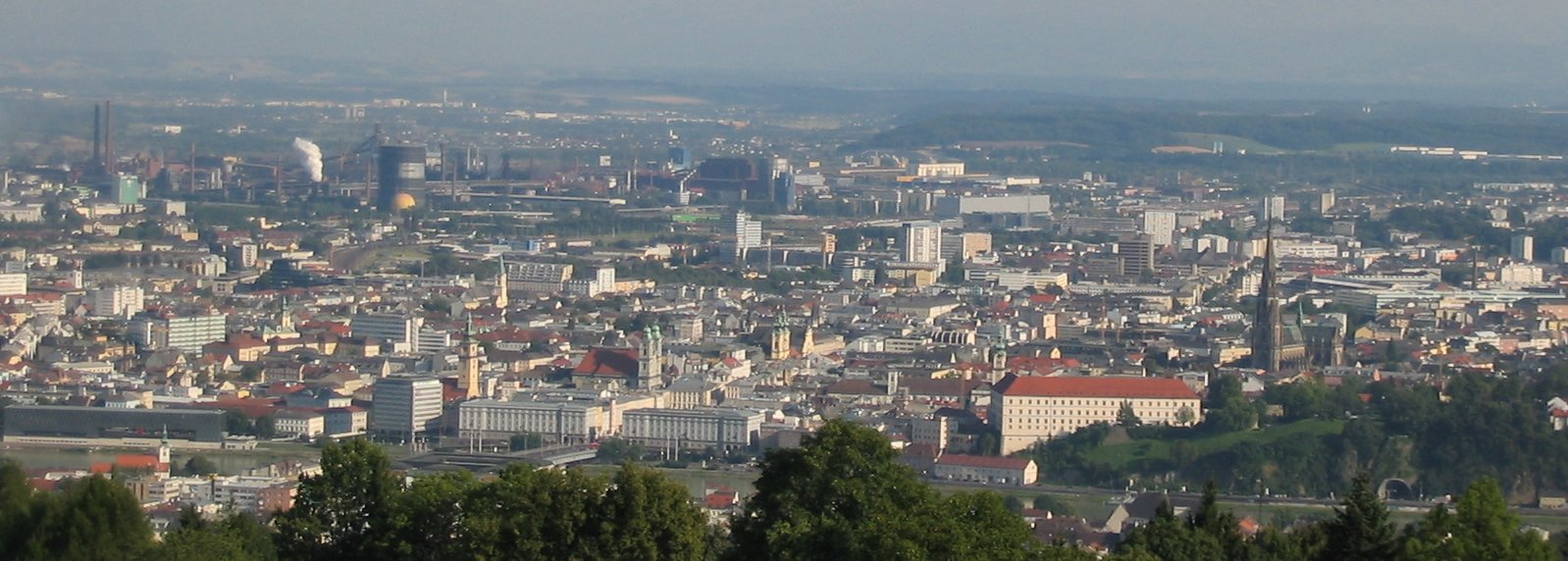
چشم‌انداز لینتس از کوه پوستلینگ‌برگ